# マジック、マーダー・アンド・ザ・ウェザー
『マジック、マーダー・アンド・ザ・ウェザー』(Magic, Murder and the Weather)はイギリスのポストパンクバンド、マガジンの4thアルバム。1981年6月発売。

## 概要
ギタリストのジョン・マッギオークが前作リリース後のツアー中に脱退し、元ウルトラヴォックスのロビン・サイモンが新しく加入するもツアー直後に脱退、次いでベン・マンデルソンが加入し、1981年初めにロンドンのトライデント・スタジオにて本作を制作。同年6月にリリースされ、全英39位を記録。アルバムリリース後程なくしてバンドは解散し、再結成後の復活作『No Thyself』までのラストアルバムとなった。

## 収録曲
全曲ハワード・ディヴォートによる作詞。作曲は原題横に記載

### A面
1. アバウト・ザ・ウェザー "About the Weather" (Formula) - 4:06
2. ソー・ラッキー "So Lucky" (Formula) - 4:11
3. ザ・ハネムーン・キラーズ "The Honeymoon Killers" (Adamson/Mandelson) - 3:39
4. ヴィジランス "Vigilance" (Devoto/Adamson) - 5:15
5. カム・アライヴ "Come Alive" - 3:43

### B面
1. ザ・グレイト・マンズ・シークレッツ "The Great Man's Secrets" - 4:57
2. ディス・ポイズン "This Poison" (Devote/Adamson/Doyle/Formula/Mandelson) - 4:20
3. ネイキッド・アイ "Naked Eye" (Devote/Adamson/Doyle/Formula/Mandelson) - 3:30
4. サバーバン・ローンダ "Suburban Rhonda" (Devoto/Formula) - 3:32
5. ザ・ガーデン "The Garden" (Formula) - 2:39

### 2007年リマスター版ボーナス・トラック
1. イン・ザ・ダーク "In the Dark" (Devote/Adamson/Doyle/Formula/Mandelson) - 2:43
2. ジ・オペレイティヴ "The Operative" (Devote/Adamson/Doyle/Formula/Mandelson) - 2:45

## 参加ミュージシャン
- ハワード・ディヴォート - ボーカル、ギター
- バリー・アダムソン - ベースギター
- デイヴ・フォーミュラ - キーボード
- ジョン・ドイル - ドラムス
- ベン・マンデルソン - ギター、ヴァイオリン